# Terebień (Białoruś)
Terebień (biał. Церабень, Cierabień; ros. Теребень, Tieriebień) – wieś na Białorusi, w obwodzie brzeskim, w rejonie pińskim, w sielsowiecie Bobryk, nad Bobrykiem Pierwszym. 
Znajduje się tu parafialna cerkiew prawosławna pw. Wprowadzenia Przenajświętszej Bogurodzicy do Świątyni.
Dawniej wieś i majątek ziemski, w niektórych źródłach także pod nazwą Terebeń. W dwudziestoleciu międzywojennym Terebień leżał w Polsce, w województwie poleskim, w powiecie pińskim, w gminie Dobrosławka. Po II wojnie światowej w granicach Związku Radzieckiego. Od 1991 w niepodległej Białorusi.